# Heterodera filipjevi
Heterodera filipjevi é um nematódeo patógeno de plantas.As espécie hospedeiras são: Agropyron repens, Avena fatua, Avena ludoviciana, Avena sativa, Caragana arborescens, Hordeum vulgare, Triticum aestivum X Thynopirum intermedium, Triticum aestivum X Thynopirum ponticum, Triticum aestivum, Triticum durum, Triticum longissimum, Triticum tauschii e Zea mays. Foi descoberto que as culturas de cereais na República do Tajiquistão estavam infestadas por um cisto de nematódeo em uma pesquisa feita entre os anos de 1978 e 1979. O nematódeo era morfologicamente semelhante ao H. Avenae, mas diferia em algumas características morfométricas. Madzhidov (1981) descreveu a espécie como Bidera filipjevi que posteriormente foi movida por Stelter (1984) ao gênero Heterodera. Comparações morfológicas e bioquímicas subsequêntes de populações de Heterodera da antiga União Soviética, previamente identificada como H. avenae revelou que a maioria era H. filipjevi. As fêmeas possuem de 0,71 a 0,77 milímetros de comprimento e os machos cerca de 1,23 milímetros.